# Otterfing
Otterfing es uno de los 15 municipios que , junto con las ciudades de Miesbach y Tegernsee, integran el distrito alemán de Miesbach, en Baja Baviera, en la región de los Alpes.